# Comuna Derkacivka, Nedrîhailiv
Derkacivka (în ucraineană Деркачівка) este o comună în raionul Nedrîhailiv, regiunea Sumî, Ucraina, formată din satele Derkacivka (reședința) și Horodîșce.

## Demografie
Componența lingvistică a comunei Derkacivka
     Ucraineană (95,86%)
     Rusă (2,51%)
     Maghiară (1,63%)
Conform recensământului din 2001, majoritatea populației comunei Derkacivka era vorbitoare de ucraineană (95,86%), existând în minoritate și vorbitori de rusă (2,51%) și maghiară (1,63%).